# Jodi Long
Jodi Long, född 7 januari 1954 på Manhattan, New York, är en amerikansk skådespelare.
Long har bland annat medverkat i filmerna Shang-Chi and the Legend of the Ten Rings, Apkungen samt den kommande filmen Night Swim.

## Filmografi (i urval)
- 2002 – Hot Chick
- 2003 – Miss Match (TV-serie)
- 2021 – Shang-Chi and the Legend of the Ten Rings
- 2023 – Apkungen
- 2024 – Night Swim